# بنجامين لويس هودج
بنجامين لويس هودج (بالإنجليزية: Benjamin Lewis Hodge)‏ هو محامي وسياسي أمريكي، ولد في 1824 في تينيسي في الولايات المتحدة، وتوفي في 12 أغسطس 1864 في ريتشموند في الولايات المتحدة. انتخب عضو مجلس نواب لويزيانا.